# 1944 في بلجيكا
فيما يلي قوائم الأحداث التي وقعت خلال عام 1944 في بلجيكا.

## أحداث
- 16 ديسمبر – معركة الثغرة
- 20 ديسمبر – حصار باستوني

## مواليد

### مارس
- 10 مارس – ويلي فان نيستي درّاج طريق بلجيكي.
- 16 أبريل – مارسيل فان لنجنهوف

### أبريل
- 16 أبريل – مارسيل فان لنجنهوف
- 19 أبريل – ماري روز جيلارد درّاجة طريق بلجيكية.

### مايو
- 30 مايو – ديريك دي كيركوف اجتماعي بلجيكي.

### يونيو
- 27 يونيو – باتريك سيركو

### يوليو
- 9 يوليو – جان فيريهين لاعب كرة قدم بلجيكي.[1]

### أكتوبر
- 3 أكتوبر – بيار ديلين[2]
- 20 أكتوبر – راوول لامبرت لاعب كرة قدم بلجيكي.[3]

### نوفمبر
- 9 نوفمبر – هربرت فيمر لاعب كرة قدم ألماني.[4]

### ديسمبر
- 2 ديسمبر – جوني ثيو لاعب كرة قدم بلجيكي.
- 21 ديسمبر – جاك بورليه لاعب كرة قدم بلجيكي.[5]

## وفيات

### فبراير
- 23 فبراير – ليو بيكلاند (مواليد 1863)[6]

### يونيو
- 5 يونيو – جان بيتيت (مواليد 1914) لاعب كرة قدم بلجيكي.

### ديسمبر
- 10 ديسمبر – بول اوتليه (مواليد 1868)[7]